# Bitwa nad Nilem
Bitwa nad Nilem – starcie zbrojne, które miało miejsce 27 marca w roku 47 p.n.e. w czasie kampanii Cezara w Egipcie.
W wyniku klęski w bitwie pod Castra Iudaeorum Ptolemeusz XIII wycofał się z resztkami swojej armii w kierunku swojej floty na Nilu, w pobliżu którego obwarował obóz. Tutaj też Egipcjanie oczekiwali na wojska Cezara i jego sojuszników. Cezar zaatakował obóz, główną siłę ataku skierowując na nieobsadzony punkt umocnień egipskich. Atak wywołał popłoch w szeregach wojsk Ptolemeusza XIII i ucieczkę tychże sił na okręty. W trakcie ucieczki śmierć poniósł król egipski, który wypadł za burtę jednego z okrętów i utonął w Nilu. W wyniku śmierci króla Aleksandria poddała się Cezarowi. Nową władczynią Egiptu została Kleopatra VII.